# Heiltz-le-Hutier
Heiltz-le-Hutier  là một xã thuộc tỉnh Marne trong vùng Grand Est đông nam nước Pháp. Xã này nằm ở khu vực có độ cao trung bình 126 mét trên mực nước biển.